# Улица Введенского
Улица Введе́нского (название с 25 августа 1970 года) — улица в Юго-Западном административном округе города Москвы на территории района Коньково.

## Расположение
Проходит от улицы Обручева до улицы Островитянова. Продолжением на север за улицу Обручева служит Научный проезд, на юг за улицу Островитянова — улица академика Капицы. Названа в 1970 году в честь Б. А. Введенского (1893—1969) — радиофизика, главного редактора Большой советской энциклопедии. Расположена в районе улиц, названных именами российских и советских учёных (Бутлеров, Островитянов, Миклухо-Маклай, Волгин, Обручев) в связи с тем, что в районе находится большое количество научных учреждений (в основном, ведомственных секретных — «почтовых ящиков»).

## Примечательные здания и сооружения
Всего зданий: 92 дома.
По нечётной стороне:
- № 1 — Научно-производственный центр автоматики и приборостроения имени Н. А. Пилюгина;
- № 5, корп. 2 — жилой дом. Здесь жил скульптор М. Р. Бабин[3]
- № 11а — детский сад № 689;
- № 13а — отделение почтовой связи № 117342;
- № 13, корп. 3 — жилой дом. Здесь жил литературовед и редактор Л. А. Шубин[4].
- № 15а — детский сад № 61;
- № 27а — школа-экстернат № 863; Детско-юношеская спортивная школа «Юность Москвы»;

По чётной стороне:
- № 6 — 1-й автобусный парк;
- № 12а — детский сад № 949;
- № 14а — поликлиника № 74;
- № 24а — пожарная часть № 56;
- № 28 — школа № 17;
- № 32а — школа № 1086; Музей этнокультуры Кореи.

## Транспорт

### Метро
- Станции метро «Калужская» и «Воронцовская»
- Станция метро «Беляево»
- Станция метро «Коньково»

### Автобус
По улице Введенского проходят автобусы: от улицы Обручева до улицы Миклухо-Маклая — м90, 273, 404, 642, с923, н16; от улицы Островитянова до улицы Обручева — с923; от улицы Островитянова до улицы Миклухо-Маклая — с976 (только в указанную сторону), 361 (в обе стороны); от улицы Обручева до улицы Островитянова — с954 (обратно: от улицы Миклухо-Маклая до улицы Обручева).